# Ро (язык)
Ро (Ro) — априорный искусственный язык, разработанный в 1904–1908 годах священником из Огайо Эдвардом П. Фостером (англ. Edward Powell Foster; 1853–1937, Marietta, Ohio).
Первая брошюра о новом языке появилась в 1906 году. До 1932 года автором языка издавались многочисленные пособия и словари, выходили также два периодических издания World-Speech (1912–1919) и Roia (1923–1931). Среди оказавших финансовую поддержку проекту Фостера был Мелвил Дьюи, создатель системы библиотечной классификации. Кроме того, Фостеру удалось получить грант Международной ассоциации вспомогательного языка. Несмотря на это, проект Фостера не привлёк большого числа сторонников.
В языке Ро слова конструируются по категориальной системе. Например, «bofoc» означает красный, «bofod» — оранжевый, «bofof» — жёлтый, а «bofo» — цвет. Словарь языка Ро составляет около 16 тысяч слов.
Главный недостаток языка Ро состоит в том, что в нём очень трудно на слух отличить два слова  с похожими смыслами.